# کمبل ریور، بریتیش کلمبیا
شهر کمبل ریور (به انگلیسی: Campbell River, British Columbia) یکی از شهرهای کشور کانادا واقع در منطقهٔ جزیره ونکوور در بخش جنوبی گذرگاه دیسکاوری در استان بریتیش کلمبیا است.
جمعیت این شهر در سرشماری سال ۲۰۱۱ در کانادا ۳۱٬۱۸۶ نفر اعلام شد. آب و هوای این شهر نسبتاً معتدل است و در طول سال معمولاً بین دمای -۲ تا ۲۳ درجه سانتیگراد در نوسان است.

منابع درآمدی و اقتصادی این شهر عمدتاً جنگلداری است. اما تمرکز اصلی درآمد شهر در صنعت آبزی‌پروری به ویژه پرورش ماهی قزل‌آلا است، به گونه‌ای که این شهر به عنوان پایتخت پرورش قزل‌آلای جهان نام‌گذاری شده است.

## فیلم‌های سینمایی ساخته شده در این منطقه
در این شهر و منطقه حومهٔ آن ۱۱ فیلم، فیلم‌برداری شده است که معروف‌ترین آن‌ها عبارتند از:
- سیزدهمین سلحشور با بازیگری (آنتونیو باندراس)
- مقصد نهایی ۲
- هفت سال درتبت با بازیگری (برد پیت)
- داغ ننگ
- طلوع در سیاره میمون‌ها

## افراد برجسته ساکن در کمبل ریور
- رود بریند آمور بازیکن (هاکی روی یخ)
- بری پیپر